# Dolichopeza productula
Dolichopeza productula är en tvåvingeart som beskrevs av Alexander 1931. Dolichopeza productula ingår i släktet Dolichopeza och familjen storharkrankar. Inga underarter finns listade i Catalogue of Life.